# Rosmarin-slægten
Rosmarin-slægten (Rosmarinus) rummer kun et par arter, som er udbredt i Sydamerika, Makaronesien, Nordafrika, Mellemøsten og Sydeuropa. Det er stedsegrønne buske med en stiv og tæt forgrenet, opret vækst. Bladene er modsatte og linjeformede med indrullet, hel rand. Blomsterne er samlet i fåtallige stande ved bladhjørner og skudspidser. Blomsterne er 5-tallige og ensymmetriske med violette, blå eller hvide kronblade. Frugterne er æg- eller kugleformede nødder, som bærer et myrelegeme.
| Beskrevne arter |

- Rosmarin (Rosmarinus officinalis)

| Andre arter |

- Rosmarinus chilensis
- Rosmarinus eriocalyx